# 1057 Wanda
1057 Wanda là một tiểu hành tinh bay quanh Mặt Trời. Ban đầu nó có tên là 1925 QB. Nó có đường kính 49 km.